# PF4
El factor plaquetari 4 (PF4), també conegut com a quimiocina (C-X-C motif) ligand 4 (CXCL4), és una quimiocina específica de les plaquetes que és sintetitzada pels megacariòcits. Aquesta proteïna és empaquetada en els grànuls α de les plaquetes en forma de tetràmer no covalent i és alliberada durant l'agregació plaquetària. A més, té una alta afinitat per l'heparina i sovint forma complexos amb glicoproteïnes, com la proteïna C.
El PF4 té un paper important en la coagulació de la sang, la reparació de teixits i la inflamació. També, està present en la inhibició de l'hematopoesi i de l'angiogènesi. Això fa que estigui implicat en malalties com l'ateroesclerosi o la trombocitopenia induida per heparina.

## Estructura i característiques

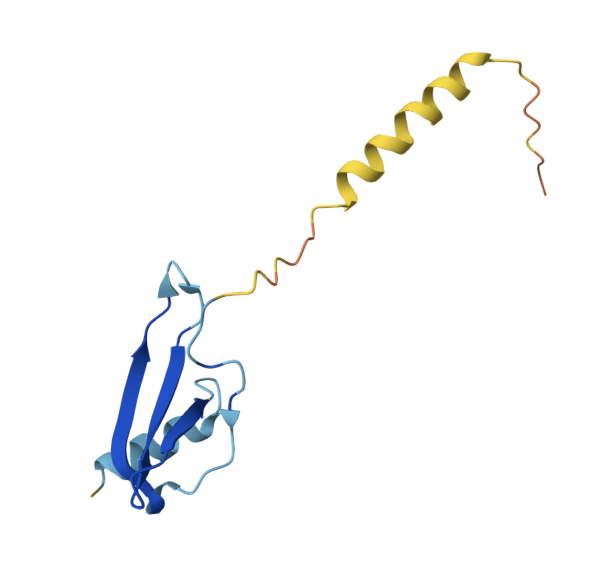
Estructura proteïca PF4 Font: AlphaFold Protein Structure Database [Internet]. [cited 2024 Nov 5]. Available from:

El PF4 és una quimiocina pertanyent a la família de les quimiocines CXC, amb les quals comparteix d'un 30 a un 40% d'homologia d'aminoàcids i identitat estructural general.

### Genètica
El gen que codifica pel PF4 humà es troba al locus q13.3 del cromosoma 4, i inclou una regió 3' no traduïda, la regió codificadora d'aminoàcids per a la proteïna PF4 madura, i una regió 5' que conté informació per a 18 aminoàcids addicionals. La proteïna sencera està composta de 101 aminoàcids, en les quals hi ha un pèptid senyal d'uns 30 aminoàcids implicat en el transport transmembrana i un pèptid PF4 monomèric. Aquest PF4, en la seva forma madura, està compost per 70 aminoàcids i té un pes molecular de 7.8 kDa.

### Estructura general
El PF4 pot existir en forma de monòmer, dímer o tetràmer, tot i que a pH i tonicitat fisiològics, principalment es troba en forma de tetràmers no-covalents. Per sota de pH 4, el P4 tendeix a cambiar a l'estat de monòmer, mentre que, per sobre, tendeix a formar tetràmers i dímers.
L'estructura secundària del PF4, consisteix en 4 cadenes de polipèptids que formen un tetràmer. Les cadenes de polipèptids formen una combinació d'hèlix alfa i fulles beta. Els residus N-terminal formen fulles beta que donen lloc a associacions no covalents entre els dímers. Aquestes làmines beta estan posicionades de manera lateral al motiu bicapa-beta que estabilitza la forma de tetràmer que té la proteïna i, a més, li permet interactuar amb altres molècules i cèl·lules. Després hi ha un anell amb càrrega positiva format per lisina i arginina, que rodeja l'esfera del tetràmer del PF4, el que li confereix lloc d'unió a la molècula d'heparina. Aquesta estructura s'estabilitza més amb les interaccions electroestàtiques de les cadenes laterals d'aminoàcids amb càrrega múltiple.
El PF4 en estat madur està conformat per 4 residus de cisteïna: una estructura repetida de 2 lisines seguida per dos residus hidrofòbics en la part C-terminal de la cadena polipeptídica. Aquesta conformació és el que li dona l'afinitat per l'heparina, que s'utilitza com a anticoagulant parenteral. Això és possible pel fet que les càrregues negatives de l'heparina s'uneixen de forma inespecífica a diverses proteïnes plasmàtiques com la vitronectina, fibronectina, lipoproteïnes, fibrinogen, el factor von Willebrand i el PF4, reduint el nombre de molècules d'heparina disponibles per combinar-se amb l'ATIII.

### Característiques
Degut a la seva estructura, el PF4 té certes característiques especials que li permeten participar extensivament en l'activació cel·lular mitjançant diversos mecanismes. Algunes d'aquestes característiques inclouen un estat altament catiònic (degut a l'enriquiment dels residus carregats positivament), una gran afinitat pels glicosaminglicans, una estructura de tetràmer molt estable i una tendència per formar heterodímers amb altres quimiocines.
A més, té una alta afinitat per als polianions, com els mucopolisacàrids de superfície i el DNA de cèl·lules endotelials. Els polianions s'uneixen al PF4 per formar complexos que promouen l'alliberament de citocines i induir les cèl·lules immunitàries a produir anticossos contra aquests complexos. La formació de complexos es pot veure afectada per la càrrega o la concentració del PF4 i del polianió.

## Biogènesi
El PF4 és sintetitzat als megacariòcits, les cèl·lules progenitores de les plaquetes. Els megacariòcits produeixen PF4 durant el procés de maduració de les plaquetes i, posteriorment, s'empaqueta en vesícules que el transporten als grànuls alfa de les plaquetes. El PF4 acabat de sintetitzar es troba en forma de monòmer, però s’associa en forma de tetràmer a condicions fisiològiques, permetent la seva interacció i afinitat a altres molècules.
Les plaquetes humanes contenen aproximadament 20 μg de PF4 per cada 10^9 plaquetes, i la concentració de PF4 en el plasma és de 2 a 10 ng/ml. La proteïna és alliberada quan les plaquetes són estimulades amb agents d'agregació, com la trombina, l'ADP o l'àcid araquidònic.
Tot i que es troba en les plaquetes i en els megacariòcits, el PF4 també pot ser alliberat per monòcits, neutròfils i cèl·lules T activades. A més, estudis de microscopia immunoelectrònica confirmen que el PF4 també es localitza als mastòcits.

## Funció
La funció principal del PF4 és afavorir la coagulació sanguínia, facilitant l'agregació plaquetària per formar un trombe. L'expressió de PF4 s'incrementa notablement després d'un traumatisme, ja que és fonamental per a la coagulació i evitar la pèrdua de sang per lesions. D'altra banda, el PF4 juga un rol important en l'hematopoeisi i en la proliferació, la diferenciació i  l'activació cel·lular.

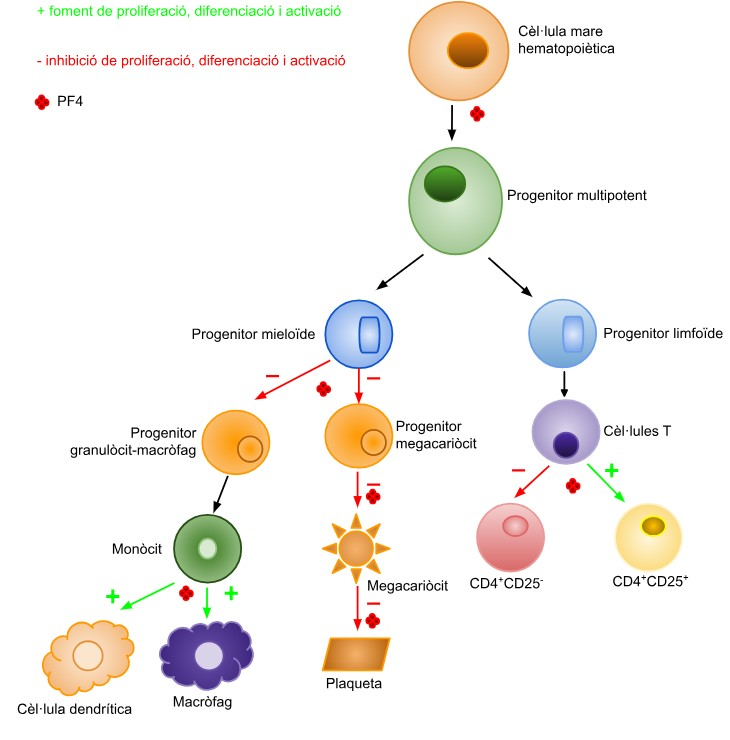
Esquema del rol del PF4 en la proliferació, diferenciació i activació del PF4 en les cèl·lules hematopoiètiques més rellevants. Amb fletxa verda (+), es mostra quan activa, i en fletxa vermella (-), quan inhibeix. Font: Elaboració pròpia.

### Importància immunològica
El PF4 té gran importància immunològica. Davant d'infeccions, el PF4 desencadena la quimiotaxi dels leucòcits i monòcits polimorfonuclears humans, enviant cèl·lules inflamatòries als llocs de lesió dels vasos sanguinis. Així es promou la desgranulació de neutròfils i s'estimula la producció de citocines en monòcits, que actuen sobre cèl·lules NK, neutròfils, fagòcits mononuclears i cèl·lules T reguladores. S'ha vist que el PF4 té activitat antimicrobiana contra el Plasmodi falcípar, afavorint l'eliminació dels paràsits intraeritrocítics. En les infeccions pel VIH, el PF4 pot inhibir o promoure la infecció segons el seu estat oligomèric.

### Angiogènesi
Aquesta quimiocina participa en l'angiogènesi inhibint la proliferació i migració de cèl·lules endotelials vasculars, a partir de residus dels aminoàcids 17-70 de la molècula. El PF4 pot inhibir factors proangiogènics com el factor de creixement de fibroblasts 2 (FGF2). També inhibeix la funció del factor de creixement endotelial vascular (VEGF) impedint que s'uneixi al seu receptor i suprimint la senyalització intracel·lular relacionada. A més, afavoreix la inhibició de tumors millorant l'adhesió de neutròfils, eosinòfils i monòcits i inhibint l'activació i proliferació de cèl·lules T, el que disminueix la formació de metàstasi i els agregats tumor-plaquetari. El PF4 impedeix el catabolisme de lipoproteïnes de baixa densitat (LDL) competint per unir-se als seus receptors, desencadenant en un millor funcionament de les plaquetes a la malaltia ateroscleròtica. Aquesta quimiocina també està implicada en el procés fisiopatològic de la malaltia pulmonar obstructiva crònica (MPOC), el càncer de pàncrees, la periodontitis, la síndrome d'ovari poliquístic (SOP) i la tiroïditis.

### Funció cognitiva
El PF4 exerceix un paper projuvenil important en el cervell envellit. S’ha vist que aquesta quimiocina redueix la neuroinflamació associada a l'envelliment, alhora que promou canvis moleculars que faciliten la plasticitat sinàptica. Això produeix una millora en les capacitats cognitives, especialment de les funcions dependents de l'hipocamp, com la memòria, en models de ratolins vells. El PF4 també sembla tenir un efecte indirecte mitjançant la modulació del sistema immunitari perifèric. En envellir, el sistema immune perifèric experimenta canvis que afavoreixen la inflamació crònica i el deteriorament cognitiu. Factors immunitaris com el CCL2 i el CyPA, que augmenten amb l'edat, promouen la senescència i la disminució de la capacitat regenerativa del cervell. El PF4 actua reduint aquests factors proinflamatoris i rejovenint el sistema hematopoètic, promovent així una composició cel·lular i un perfil molecular més juvenils en les cèl·lules immunitàries perifèriques.

### Transducció de vies de senyalització
El PF4 pot exercir efectes farmacològics a través de diverses vies degut a que és una molècula altament positiva i es presenta en forma de tetràmer. La proteïna pot mediar la transducció de vies de senyalització mitjançant la formació de complexos immune, la seva interacció amb glicosaminglicans o la seva interacció amb receptors.

#### Vies medidades per complexos immune
La interacció del PF4 amb polianions crea complexos, els quals fan que la proteïna PF4 exposi nous antígens. Els anticossos reconeixen aquests complexos, formant complexos immune, els quals causen l'activació pancel·lular de les cèl·lules intravasculars, ocasionant un estat protrombòtic (com el TIH). Tots els events d'activació que provoquen els complexos immune combinats donen lloc a l'activació, l'agregació i la secreció de les plaquetes.

#### Vies afectades per les interaccions amb glicosaminglicans
Les interaccions electroestàtiques entre la proteïna PF4 i els glicosaminglicans afecten diverses vies de senyalització. Els complexos PF4-GAG s'encarreguen d'activar, immobilitzar i ajuntar proteïnes-ligand, com els factors de creixement o les proteases. El PF4 pot lligar-se directament a LDL oxidat, i crear ponts entre aquests i els glicosaminglicans a la superfície cel·lular, augmentant la seva unió i retenció a les cèl·lules vasculars i als macròfags. La pèrdua de certs glicosaminglicans promou l'alliberament de VWF i de PF4.

#### Vies mediades per les interaccions amb receptor
El PF4, tot i no tenir receptor específics i d'alta afinitat, presenta determinats receptors funcionals: el CXCR3A, el CXCR3B i el CD11b/CD18. El PF4 s'acobla al receptor CXCR3A per induir la migració de limfòcits T activats mitjançant la proteïna GAI i la senyal descendent pot estar relacionada amb la proteïna MAPK, la senyalització fosfatidilinositol 3-cinasa (Pl3K) i la senyalització extracel·lular cinasa regulada (ERK). Per altra banda, el complex PF4-CXCR3B controla l'antiproliferació i els efectes angioestàtics. A més, existeix un altre receptor funcional, el Mac-1, encarregat de la resposta dels leucòcits, com la migració dels neutròfils o la fagocitosi dels macròfags.

## Rol de la PF4 a la trombosis
La proteïna PF4 és una proteïna catiònica que forma polímers amb polianions com el factor von Willebrand (VWF), exposant nous llocs antigènics que poden activar el sistema immune i contribuir a la trombocitopatia immune mediada per anticossos i a la trombosi. La producció d'anticossos anti-PF4 desencadena a l'activació plaquetària mitjançant la interacció dels complexos immunitaris amb els receptors FcγRIIa.
Quan les plaquetes són activades, el PF4 s'allibera i forma un complex amb VWF, el que exposa neoantígens. Aquest complex PF4-VWF pot activar plaquetes i cèl·lules endotelials, promovent l'alliberament de factor tissular i la formació de paranys extracel·lulars de neutròfils (NETs). Aquests processos afavoreixen l'agregació plaquetària i la formació de trombes, exacerbant la trombosi associada amb la immunitat, com ocorre en la síndrome de trombocitopatia induïda per heparina (HIT).
Es tracta d'una malaltia immunològica caracteritzada per una trombocitopènia moderada amb una associació paradoxal de trombosis arterial o venosa. Des del punt de la fisiopatologia, tindrà lloc la formació d'anticossos contra el complex heparina-PF4, els quals s'uneixen al receptor FcγRIIa de les plaquetes activant-les. Quan es formen aquests complexos autoimmunes, aquests activen les plaquetes provocant un estat d'hipercoagulabilitat, trombocitopènia, juntament amb la coagulació intravascular donant lloc a trombosis i necrosis cutània. Els anticossos indueixen també l'activació de l'endoteli vascular i la cascada de coagulació provocant un augment de la generació de trombina. El quadre sol aparèixer després de 5 dies de tractament amb heparina. Es pot evitar escurçant el temps de tractament.
Quan hi ha sospita clínica que el pacient en tractament amb heparina estigui desenvolupant una trombocitopènia induïda al tractament per heparina, s'ha de fer una prova de laboratori. En cas de confirmació, cal suspendre el tractament amb heparina. La prova més utilitzada és l'ELISA, una tècnica bioquímica molt sensible i molt utilitzada. L'inconvenient és que el diagnòstic no es pot confirmar fins a les 2 hores almenys. Des del punt de vista clínic, quan hi ha sospita de HIT, un diagnòstic ràpid és de vital importància per poder millorar el pronòstic, recentment, s'ha desenvolupat una tècnica per a la confirmació de la HIT en temps real, la tècnica immunoturbidimètrica (HIT AB) es tracta d'una tècnica senzilla i ràpida en la qual s'obté resultats en 16 minuts.

## Rol del PF4 en altres malalties

### Aterosclerosi
L'aterosclerosi és un síndrome on es dipositen substàncies lipídiques en la paret de l'artèria, formant plaques d'ateroma en el seu interior. A aquestes plaques es pot trobar la proteïna PF4. El mecanisme de la proteïna PF4 per promoure l'aterosclerosi comença amb la formació de dímers amb la quimiocina CCL5, per promoure l'adhesió de monòcits a la pared vascular. A més, els monòcits activats per PF4 es tornen citotòxics per a les cèl·lules endotelials. Aquests monòcits es diferencien en macròfags M4, que no tenen proteïna CD163, i presenten una reducció del receptor CD36/SR-A. Això últim fa que els macròfags captin menys oxLDL i acLDL, i això, a la llarga, promou en que s'acumulin lípids en la interparet de l'artèria.

### Malalties infeccioses
Les vies mediades per els complexos immunes formats per la proteïna PF4 estan involucadres en diverses malalties bacterials i infeccioses. La superfície cel·lular dels bacteris pot unir-se a la PF4, i així es forma un complex PF4/polianió. El PF4 endògen indueix anticossos amb especifidad per al complex, que poden dirigir-se cap a bacteris recoberts de PF4 i potenciar la fagocitosi bacteriana. Els bacteris amb PF4 es converteixen en l'objectiu dels anticossos contra el TIH, i els leucòcits podrien estar implicats en el procés d'eliminació bacteriana mediada pels anticossos.
El PF4 també es pot trobar en altres malalties creant un efecte negatiu, com al Dengue, on inhibeix la producció de INF-alfa, augmentant la replicació del virus en monòcits, però també està present en malalties on té un efecte positiu. Per exemple, en la malaria, el PF4 mata els paràsits a dins dels enteròcits, i a la influenza, facilitat el recruïtament de neutròfils als pulmons.

## Importància clínica

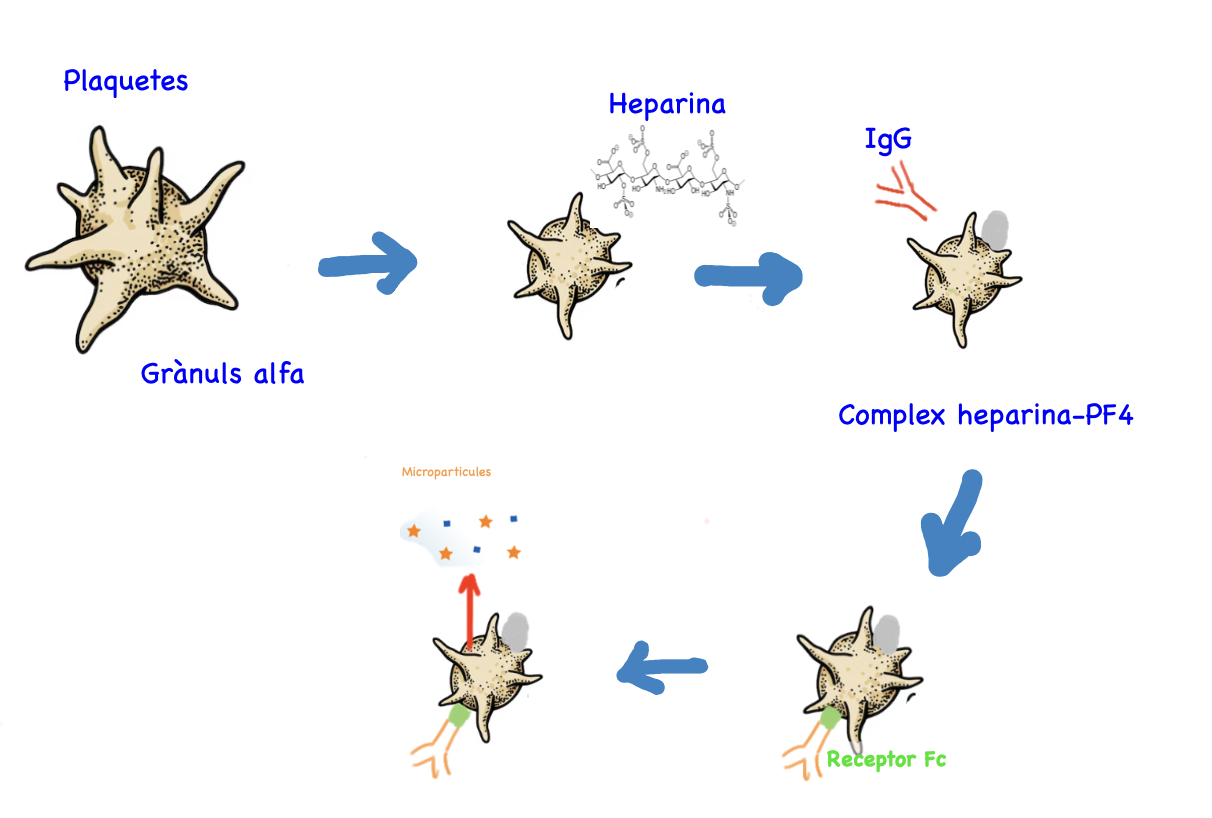
Trombocitopènia induïda per heparina. Formació complexe anti-PF4. Font: elaboració pròpia.

La PF4 és una proteïna que té una gran rellevància clínica. Actualment, les heparines són els anticoagulants parenterals més utilitzats. L'heparina s'utilitza com a tromboprofilàctic i per al tractament d'esdeveniments trombòtics en diverses situacions clíniques com pot ser la cirurgia cardiovascular, qualsevol síndrome coronari agut, tromboembolismes pulmonars, fibril·lació auricular, malalties vasculars perifèriques, diàlisi, profilaxis en pacients enllitats, etc. L'hemorràgia és la complicació més temuda. Una altra complicació i efecte advers és la HIT. És poc freqüent però greu. Més freqüent en pacients tractats amb heparina no fraccionada. La prevalença de desenvolupar anticossos contra el complex heparina-FP4 és del 8% en subjectes tractats amb heparina. Però només entre l'1-5% progressarà cap a HIT.
La importància clínica de conèixer la proteïna PF4 i l'anticòs anti-PF4 és poder oferir un tractament anticoagulant alternatiu en aquests pacient. El tractament per la HIT és suspendre l'heparina i utilitzar fàrmacs anticoagulants que no tinguin reacció creuada amb els anticossos presents. Aquestes opcions terapèutiques alternatives inclouen inhibidors directes de la trombina com l'argatroban, lepirudina i la bivalirudina o inhibidors indirectes com la danaparoide o la fondaparinux.